# فلمرشم
فلمرشم (به انگلیسی: Felmersham) یک روستا و محله مدنی در بریتانیا است که در Bedford واقع شده‌است. فلمرشم ۷۴۸ نفر جمعیت دارد.